# Henryk Wittelsbach (biskup Wormacji)
Henryk Wittelsbach (ur. 15 lutego 1487 Heidelberg, zm. 3 stycznia 1552 Ladenburg) – książę Palatynatu, biskup Wormacji, Utrechtu i Fryzyngi.
Syn elektora Palatynatu Filipa i Małgorzaty.
W 1523 roku został biskupem Wormacji. Rok później został za zgodą cesarza Karola V biskupem Utrechtu.
Po śmierci swojego młodszego brata Filipa w 1541 roku został biskupem Fryzyngi.